# Паротурбовоз
Паротурбовоз — локомотив, в качестве двигателя внутри которого используется паровая турбина. Несмотря на очевидные преимущества в виде высокого КПД, экономичности и возможности использования дешёвого низкосортного топлива, этот тип локомотива, вопреки нескольким относительно успешным попыткам постройки, не получил сколько-нибудь заметного распространения на сети железных дорог мира.

## Преимущества
Использование паровой турбины для привода паровоза обещало большую экономическую эффективность при сохранении верхних пределов давления и температуры обычного парового котла. Используя конденсатор, градиент давления в паровой системе можно было довести до уровня вакуума. КПД системы, учитывая экономию пара или топлива доходил до 30 %. К тому же небольшую турбину можно было недорого разместить на локомотиве. Благодаря конструкции, все части турбины, контактирующие с паром, можно было проектировать для работы без смазки и необходимости регулярной очистки. Замкнутый круговорот воды позволял использовать дистиллят без оставляющих накипь примесей, и потери воды в системе были чрезвычайно низкими.
- Высокий КПД на высокой скорости
- Повышенная надежность и безопасность ввиду значительного расстояния между подвижными частями механизмов (по сравнению с паровозом).
- У обычного паровоза момент, создаваемый паровой машиной, изменяется по синусоидальному закону, имеет место боксование колес, особенно в момент трогания, чего у паротурбовоза не наблюдается.
- Горизонтальную составляющую сил, создаваемую цилиндрами и передаточными механизмами паровой машины паровоза, невозможно скомпенсировать без существенного роста вертикальной составляющей, что приведет к значительному росту ударных воздействий на конструкцию локомотива и, самое главное, на путь.

## Недостатки
Попытки делать стандартные малые паросиловые установки с турбинами на водяном паре всегда упирались в небольшой КПД таких установок. Например, в книге Ф.Бойко «Паровозы промышленного транспорта» указано- что в середине 50-х годов турбогенаратор паровоза мощностью 1 кВт расходовал на 1 кВт⋅ч мощности 100 кг пара (КПД- 1 %), а в книге П.Черняева «Судовые силовые установки и их эксплуатация» (учебник для вузов) — указано, что в середине 70-х годов главные паросиловые установки с турбинами достигли КПД в 35 %, а вот малые судовые паросиловые агрегаты мощностью 15 — 50 квт (для привода вспомогательных судовых механизмов) расходовали до 30 кг пара в час на 1 квт мощности, что в 5 раз хуже, чем главная машина. Трудность достижения малыми турбинами высоких значений КПД, которые характерны для больших турбин, заключается в изменении соотношения скоростей истекающего из сопел пара и окружных скорости движения лопаток турбин, по мере уменьшения диаметров роторов малых турбин.
При уменьшении габаритных размеров паро-силовой установки с турбиной её термодинамический КПД падает, а цена на 1 кВт агрегатной мощности растет. Так на паросиловыx установкax с паровыми турбинами на ORC цикле итальянского производителя « TURBODEN» КПД по электричеству весьма невелик — всего 18 %.
На практике подобные проблемы были характерны и для паротурбовоза (и газотурбовоза), вкупе с рядом других сложностей.
- Высокий КПД достигается только на высокой скорости (аналогичное явление характерно и для турбохода), хотя некоторые локомотивы, разработанные и построенные в США и Швеции, при определённых условиях эксплуатации показывали КПД не только равный, а лучший, чем у паровых машин.

- Наибольший (пиковый) КПД достигается лишь тогда, когда отработанный пар из турбины подается в конденсатор, где создается вакуум. Однако подобное устройство очень тяжелое и громоздкое.
- Турбина может вращаться лишь в одну сторону. Это означает, что на турболокомотиве с механической передачей для возможности движения задним ходом должна быть предусмотрена возможность реверсирования передачи одним из следующих способов:

— с помощью включения заднего хода коробки переключения передач;
— реверсивной передачей на гидромуфте при использовании ГМП (нигде на практике не реализована);
— с помощью установки дополнительной реверс-турбины.
Турболокомотивы с электрической передачей свободны от этого недостатка.

## Классификация
Все паротурбовозы по способу передачи вращающего момента на ведущие колеса разделяются на два основных типа:
- с механической передачей
- с электрической передачей

## История постройки паротурбовоза в различных странах

### С механической передачей

#### США

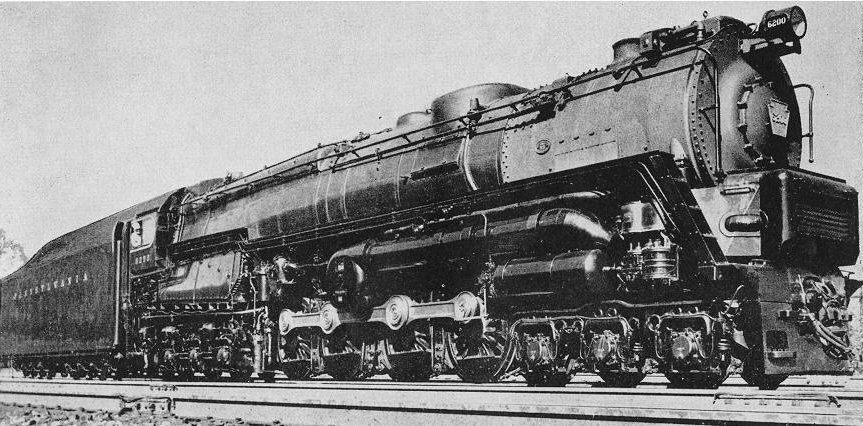
Единственный построенный S2.

Pennsylvania Railroad эксплуатировала самый большой в мире паротурбовоз.
На этом локомотиве (тип S2, № 70900) была установлена турбина производства Baldwin Locomotive Works. Локомотив поступил на дорогу в сентябре 1944 г. Первоначальным проектом предполагалась формула 2-4-2 (4-8-4 по классификации Уита), однако ввиду дефицита лёгких конструкционных материалов в условиях войны S2 стал единственным в мире локомотивом, построенным по формуле 3-4-3 (6-8-6 по системе Уита).
Турбина S2 типа PRR № 6200 имела мощность 6900 л. с. (5100 кВт) и позволяла достигать скорости до 160 км/ч (100 миль/ч). Вместе с тендером локомотив имел длину 37,5 м (123 фута). Паровая турбина представляла собой доработанную корабельную турбину. Несмотря на то, что механическая передача проще электрической, именно она и оказалась фатальным изъяном: турбины неэффективны при малых скоростях. На скорости ниже 64 км/ч она потребляла чрезмерно много пара и топлива. Однако на высоких скоростях S2 тянул тяжёлые составы практически без проблем и с высоким КПД. Плавность хода турбины обеспечивала намного меньшее ударное воздействие на путь в сравнении с обычным паровозом.
Однако турбину сгубил низкий КПД на низких скоростях, и, как только на дорогу стали приходить тепловозы, других S2 больше не было построено. Локомотив был снят с эксплуатации в 1949 г., а в мае 1952 г. сдан в металлолом.

#### Великобритания
Один из наиболее успешных паротурбинных локомотивов был создан в Великобритании. LMS Turbomotive был локомотивом с осевой формулой 2-3-1 (4-6-2 по системе Уита), без конденсатора пара. Несмотря на это, он имел тепловой КПД выше обычных локомотивов. Это было результатом того, что шесть сопел, по которым пар направлялся на турбину, могли управляться (открываться и закрываться) независимо друг от друга. Определённое вдохновение создатели почерпнули из конструкций турбин шведского конструктора Фридрика Люнгстрема (Fredrik Ljungström).

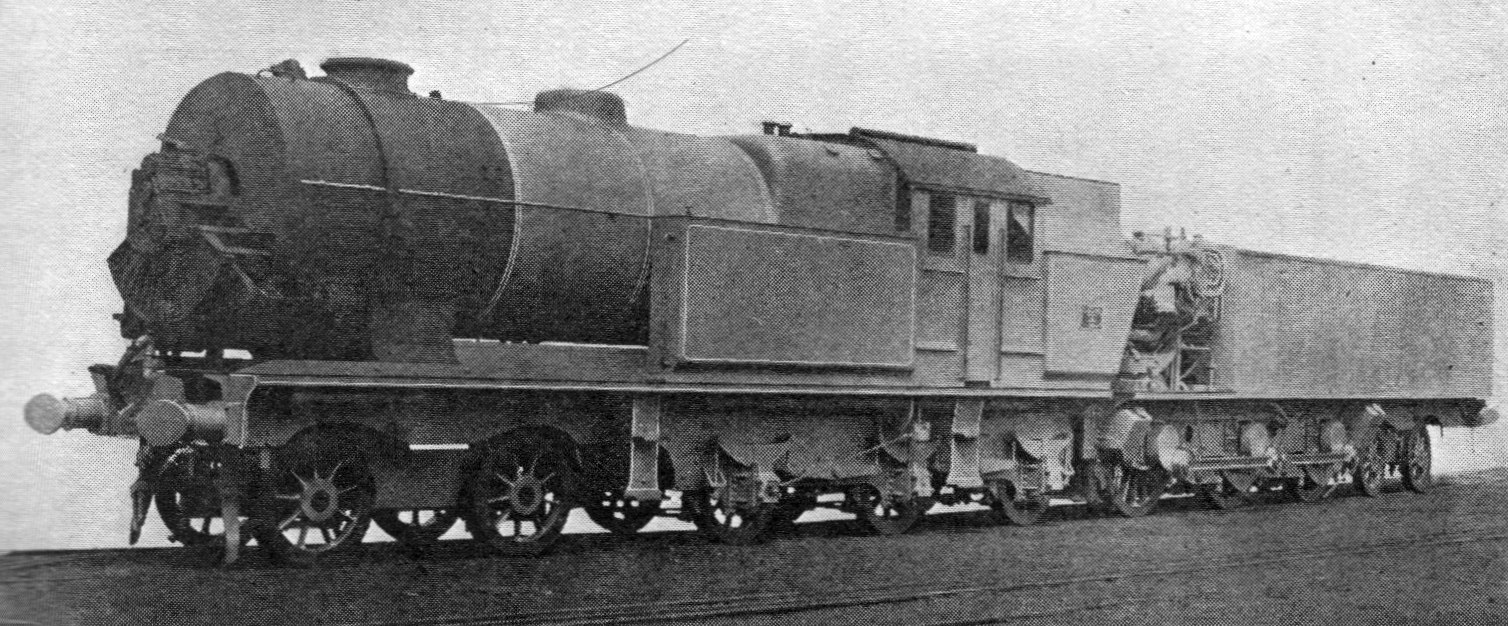
Локомотив Beyer-Peacock с турбиной Люнгстрёма

После одиннадцати лет эксплуатации в тяжелых условиях главная турбина была сломана, и в 1949 г. Turbomotive был переделан в обычный паровоз, а после железнодорожной катастрофы 1952 г., известной как крушение поездов у станции Харроу-энд-Уилдстон, был снят с эксплуатации.

#### Германия

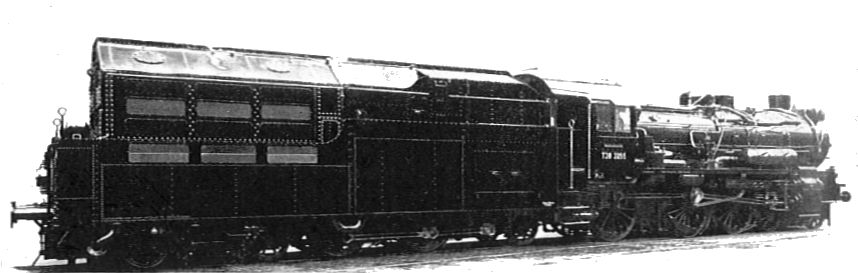
Henschel T38-2555 с паротурбинным тендером

Несколько попыток создания локомотивов подобного типа предприняли и локомотивостроители Германии. В 1928 г. паротурбовоз с механической передачей был построен фирмой Крупп-Целли (Krupp-Zoelly). Отработанный пар из турбины подавался в конденсатор, что одновременно экономило воду и увеличивало тепловой КПД турбины. Для выхода отработанных продуктов сгорания использовалась труба с дымовой коробкой. В 1940 г. в этот локомотив попала бомба. Он был выведен из эксплуатации и не восстанавливался.
Подобную машину в 1929 г. построила также компания Маффай (Maffei), несмотря на высокое давление пара в котле, он имел меньший КПД, чем локомотив Крупп-Целли. В 1943 г. он также был поврежден бомбой и снят с эксплуатации.
Хеншель (Henschel-Werke) в 1927 г. переделал в паротурбовоз обычный паровоз. Дополнительные ведущие колеса под тендером приводились в движение турбиной. Отработанный в цилиндрах пар подавался на турбину, а пар, отработанный в турбине, поступал в конденсатор. Продукты сгорания также отводились через трубу с дымовой коробкой. Однако КПД разочаровал создателей, и турбина с тендера была снята.

#### Франция
Две попытки были сделаны и во Франции. Первая — Nord Turbine как по внешнему виду, так и по конструкции напоминала британский LMS Turbomotive. Однако реализация проекта была прекращена и локомотив был построен с обычной компаундной паровой машиной.
Другая попытка, постройка SNCF 232Q1, была предпринята в 1939 г. Она была необычной, поскольку ведущие колеса не были связаны с механизмом парораспределения. Каждая из трех ведущих осей имела свою собственную турбину. Локомотив был сильно поврежден немецкими войсками в годы Второй мировой войны и сдан в металлолом в 1946 г.

#### Швейцария
Швейцарская фирма Целли (Zoelly) построила паротурбовоз в 1919 г. Он имел осевую формулу 2-3-0 (4-6-0) и был снабжен конденсатором пара. Он был снабжен также вентилятором в колосниковой решетке котла, слегка охлаждавшим воздух, идущий в трубу вместо применения дымовой коробки. Такое решение, хотя и позволило избежать трудностей, связанных с сооружением трубы, которая должна противостоять горячим, вызывающим коррозию газам, но породило новые проблемы. Огневая камера котла работала при положительном давлении, и горячие газы вместе с золой могли быть сдуты за дверцы топки в случае, если их открыть во время работы. Это потенциально опасная конструкция была в итоге заменена трубой с дымовой коробкой.

#### Италия
В Италии несколько экспериментальных паротурбовозов построил Джузеппе Беллуццо (Giuseppe Belluzzo). Но ни один из них даже не был испытан на главных магистралях. Первым был небольшой локомотив с четырьмя колесами, каждое из которых приводилось в движение своей собственной турбиной. Задний ход обеспечивался за счет подачи пара на турбины через сопло обратного хода. Паровые турбины разработаны для вращения только в одну сторону, что делает данный метод крайне неэффективным. Больше никто не предпринимал подобные попытки.
Беллуццо внес также вклад в разработку в 1931 г. локомотива формулы 1-4-1 (2-8-2), построенного компанией Эрнесто Бреда (Ernesto Breda). На нем использовалось четыре турбины в составе машины множественного расширения.
В 1933 г. один из локомотивов формулы 1-3-1 (2-6-2) итальянских Государственных железных дорог (FS) был переоборудован в паротурбинный. Он совершил пробную поездку из Флоренции в Писто́йю, какие-либо дальнейшие сведения отсутствуют.

#### Швеция

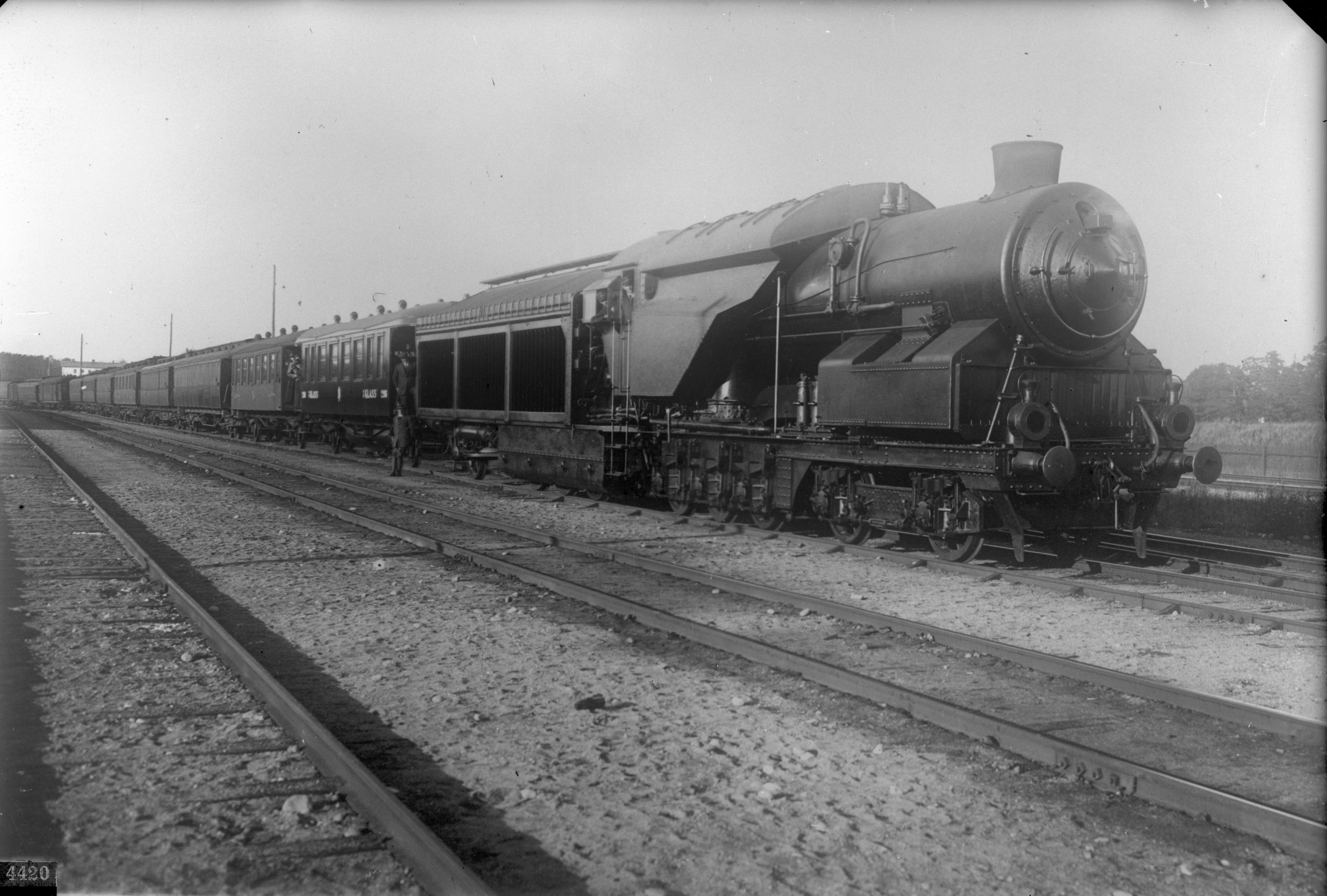
Локомотив Ф.Люнгстрёма, 1921

Шведский инженер Фридрик Люнгстрём (Fredrik Ljungström) разработал множество различных экспериментальных паротурбовозов, некоторые из них были очень удачными.
Первая попытка была предпринята в 1921 г. и была скорее техническим курьезом. Три ведущие оси размещались под тендером, а будка машиниста и котел располагались над направляющими осями. В результате в создании тяги принимала участие лишь небольшая часть веса локомотива.
Второй разработкой были вроде бы удачные грузовые локомотивы формулы 1-4-0 (2-8-0). Построенные в 1930 и 1936 гг. фирмой Нюдквист и Хольм (Nydqvist & Holm), эти локомотивы заменили собою обычные паровозы на линии Гренгесберг-Окселесунд (Grängesberg-Oxelösund). Конденсатор пара отсутствовал, ибо его сложность перевешивала преимущества в части термодинамики. Колеса приводились в движение посредством карданной передачи. Эти локомотивы не ушли в отставку до 50-х годов 20-го столетия, когда линия была электрифицирована. Два экземпляра этой серии были сохранены и их можно увидеть в Гренгесберге, Швеция.

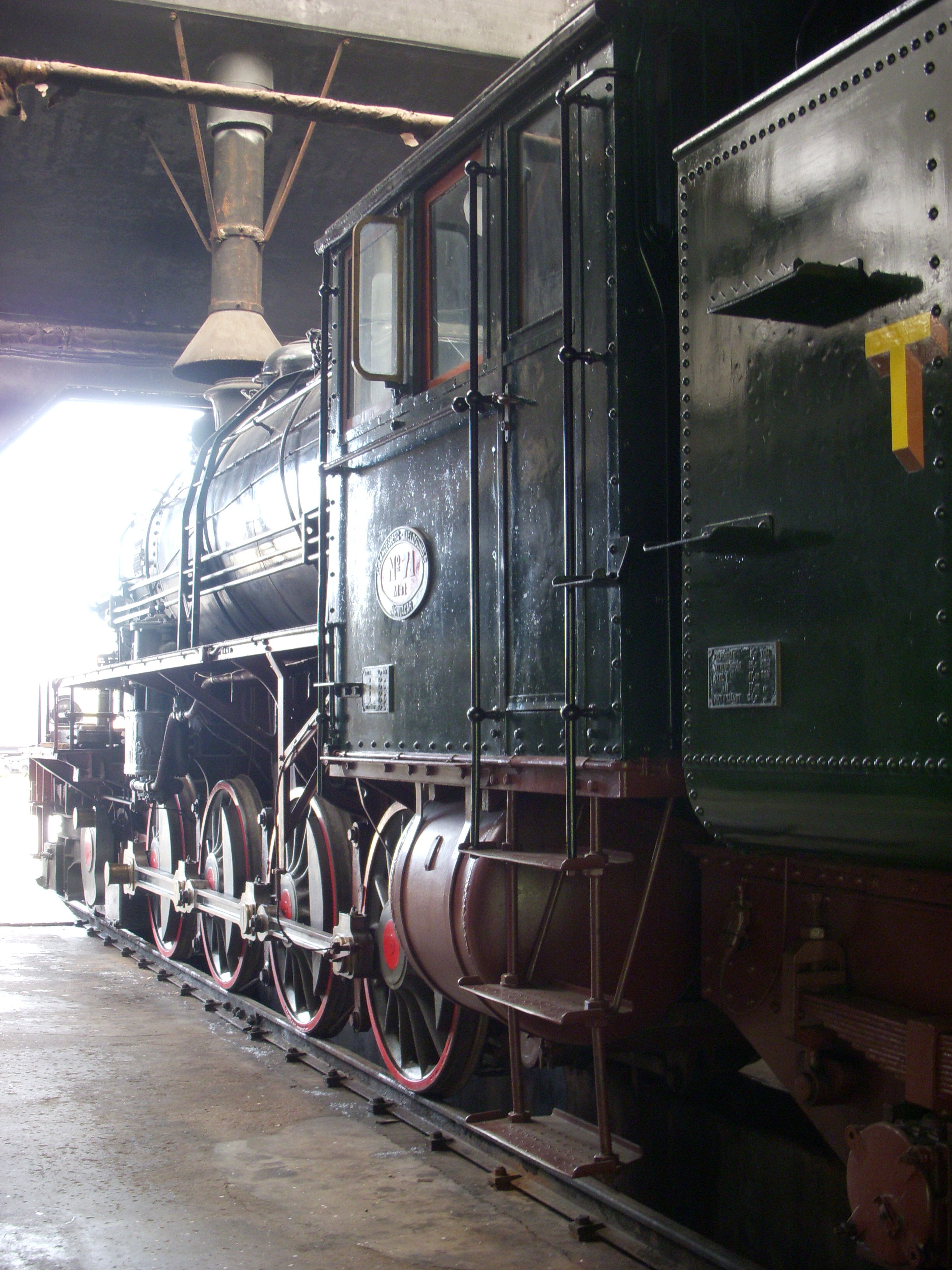
M3 T № 72 в музее локомотивов в Гренгесберге

#### Аргентина
На трассе дороги Тукуман — Санта Фе, проходящей по гористой местности, немного удобных мест для пополнения запасов воды. В 1925 г. шведская фирма Нюдквист и Хольм (Нюдквист и Хольм, Nydqvist & Holm AB) построила паротурбовоз, наподобие первого проекта Люнгстрема. Конденсатор работал вполне хорошо — лишь 3 или 4 процента воды терялось по дороге, да и то только по причине утечки из бака. Локомотив, однако, не был надежным и был впоследствии заменен конденсационным паровозом.

### С электрической передачей

#### США

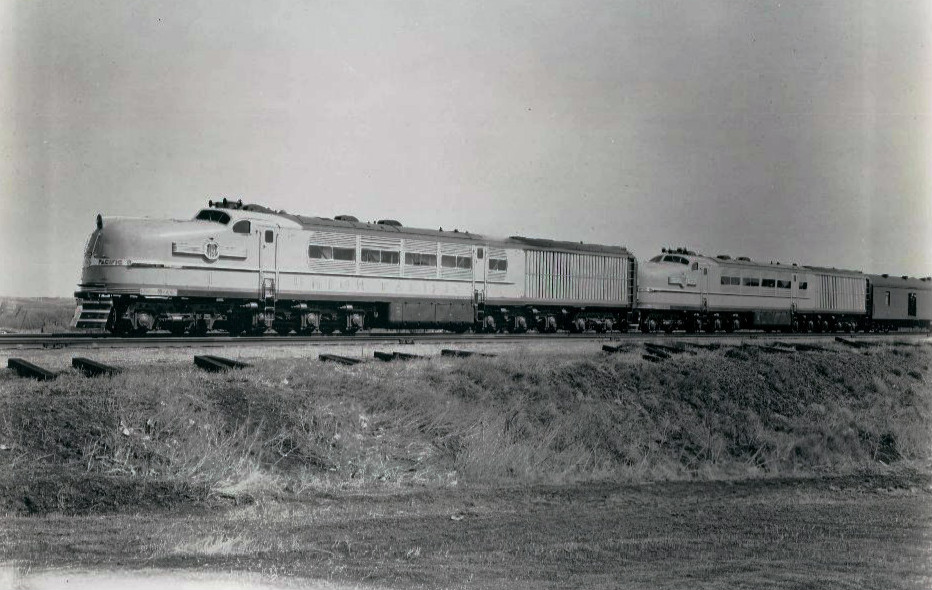
Паротурбовоз Union Pacific GE, апрель 1939.

В 1938 г. корпорация General Electric построила два паротурбинных локомотива с электрической передачей формулы 2-С+С-2 (4-6-6-4) для железной дороги Юнио́н Паси́фик. Эти локомотивы по сути были чрезвычайно мобильными электростанциями и соответственно сложными. Это были единственные локомотивы с использованием конденсаторов пара, какие когда-либо эксплуатировались в Соединенных Штатах. Котел компании Babcock & Wilcox давал пар, а электрогенератор, размещенный впереди локомотива, вырабатывал электричество для питания тяговых двигателей.
Управление котлом было в основном автоматизированным; два локомотива могли работать вместе по системе многих единиц под управлением одного машиниста.
В качестве топлива использовался топочный мазут, такой же, что был применен позже на газотурбовозах Юнио́н Паси́фик.
В 1939 г. Юнио́н Паси́фик приняла локомотивы в эксплуатацию, но спустя год вернула их, сославшись на неудовлетворительные результаты. Турболокомотивы производства General Electric использовались в 1943 г., в период недостатка тяговых мощностей, на GN (Great Northern Railway), и зарекомендовали себя достаточно хорошо.

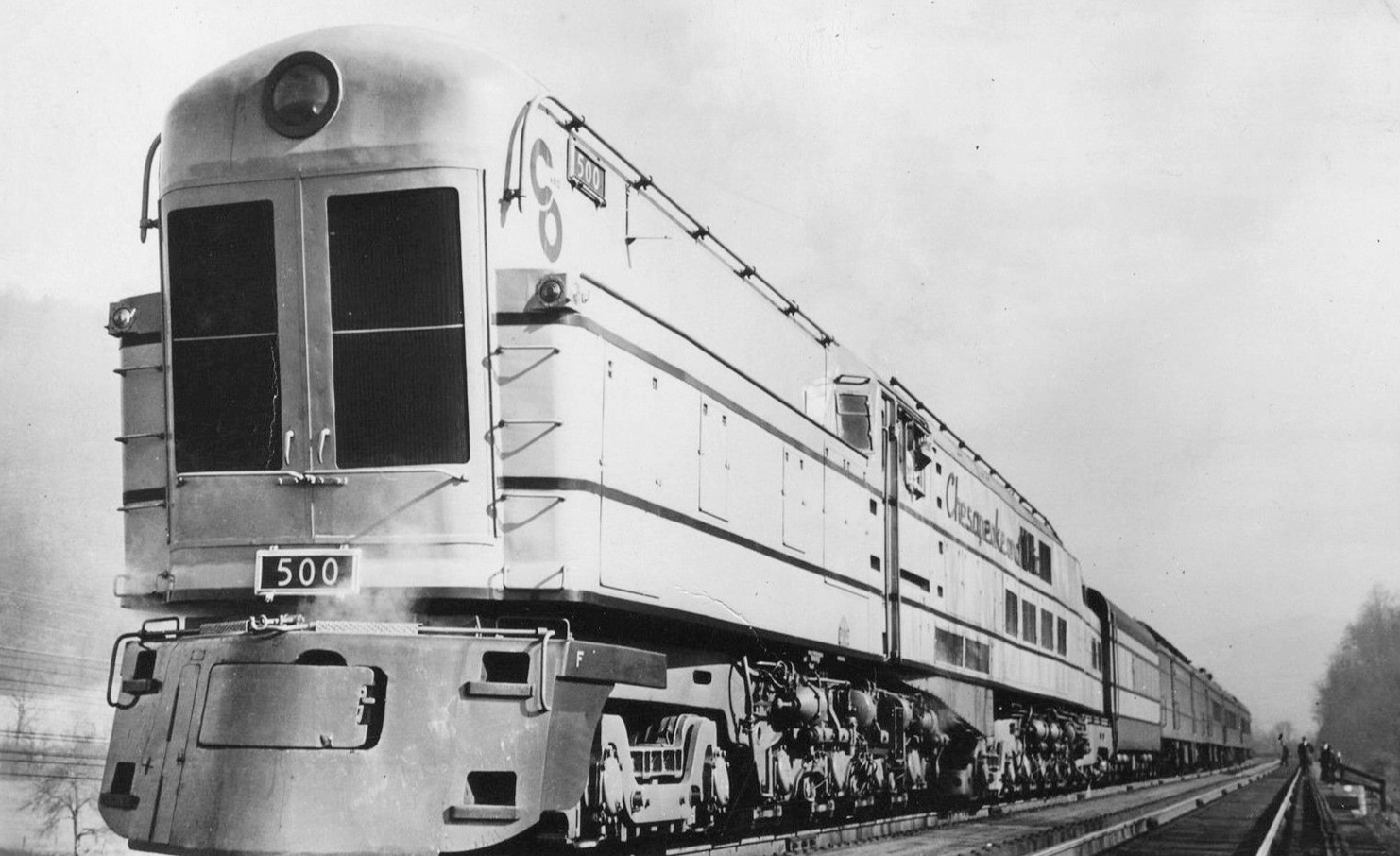
первый из 3-х локомотивов для C&O (№ 500).

Между 1947 и 1948 гг. на Baldwin Locomotive Works было построено три уникальных паротурбоэлектровоза, работавших на угле и предназначенных для обслуживания пассажирских поездов на Chesapeake & Ohio Railway Chesapeake & Ohio Railway (C&O). Он имел официальное обозначение M1, но из-за чрезвычайно высоких эксплуатационных расходов и низкой производительности получил прозвище «Sacred Cow» («Священная корова»). Имевшие мощность 6000 л. с., они были оснащены электрооборудованием производства «Вестингауз Электрик» (Westinghouse Electric) и компоновку по формуле 2-4-1 (4-8-2). Они имели длину 32 м (106 футов), делавшую их самыми длинными в мире локомотивами, когда-либо построенными для обслуживания пассажирских поездов. Будка машиниста была смонтирована посередине кузова, бункеры для угля — в голове, а котел обычного паровозного типа — позади неё (в тендере хранился только запас воды). Эти локомотивы предполагалось выпустить на линию между Вашингтоном и Цинциннати (штат Огайо), но ни одна поездка не обходилась без серьёзных поломок. Угольная пыль и вода часто попадали в тяговые двигатели. Так как устранение проблем заняло довольно много времени, то посчитали, что в эксплуатации эти локомотивы всегда будут обходиться слишком дорого, и все три были в 1950 г. отправлены в металлолом.

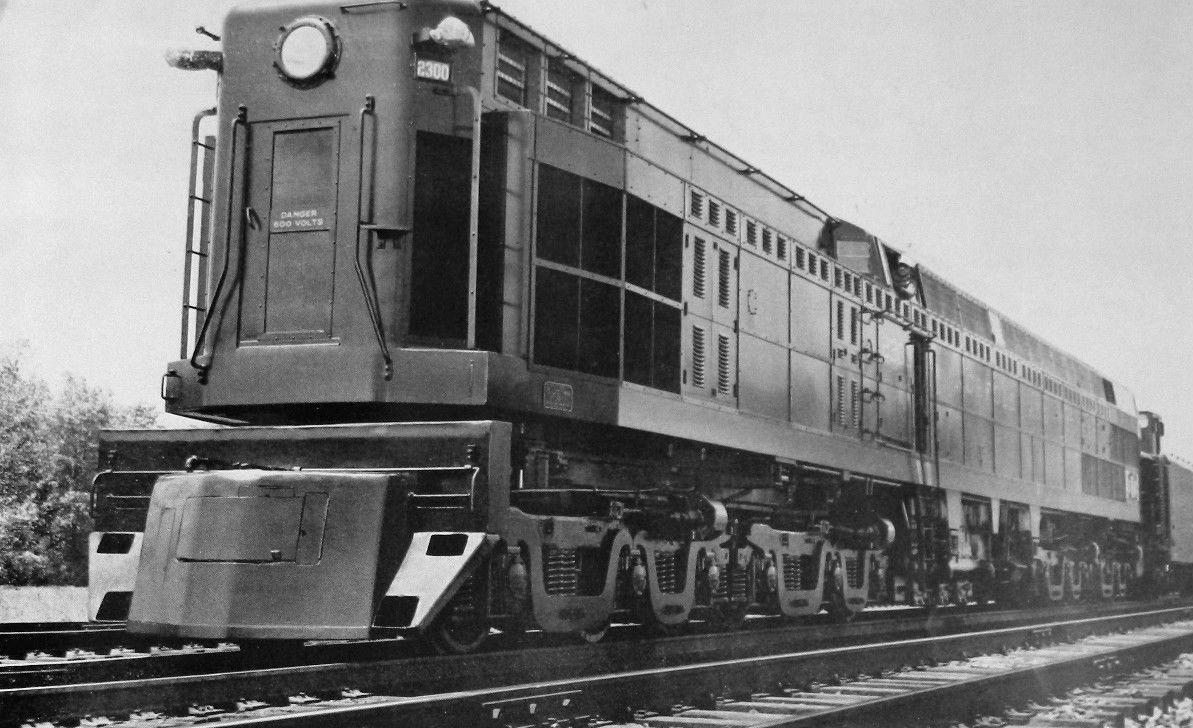
Norfolk & Western locomotive 2300-«Jawn Henry»

В мае 1954 г. Baldwin был построен паротурбоэлектровоз мощностью 4500 л. с. для обслуживания грузовых поездов на Norfolk and Western Railway (N&W), получивший прозвище «Jawn Henry» в честь героя американского фольклора Джона Генри (John Henry), путейца, выигравшего соревнование против парового молота, правда, сразу же после победы скончавшегося. Агрегат напоминал по виду турболокомотив для Chesapeake & Ohio Railway, однако сильно отличался механически; его осевая формула была, на нем был установлен водотрубный котел компании Babcock & Wilcox, приспособленный для автоматизированного управления. Управление котлом вызывало проблемы, и, аналогично локомотиву C&O, угольная пыль и вода попадали в двигатели. 4 января 1958 г. «Jawn Henry» покинул свою вахту на Norfolk and Western Railway.

#### Великобритания
Турболокомотив Рейд-Рэмси (Reid-Ramsey), построенный в 1910 г. NBL (North British Locomotive Company), имел осевую формулу 2-B+B-2 (4-4-4-4). О нём известно мало; предполагают, что его конструкция была неудачной. Позднее он был переделан в паротурбовоз с механической передачей, о которых шла речь выше.

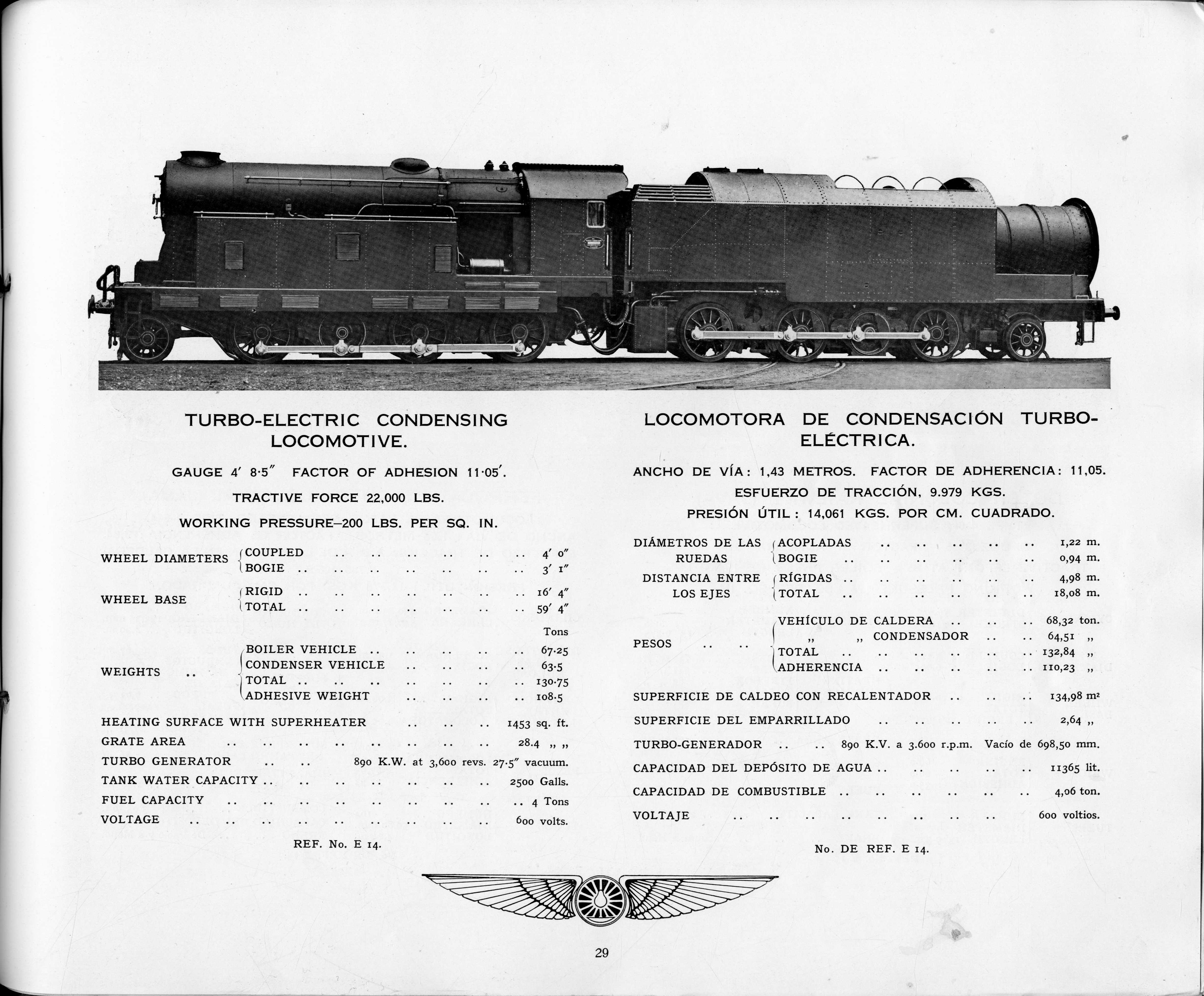
Локомотив фирмы Армстронг, Витворт и Ко

Локомотив фирмы Sir W G Armstrong Whitworth & Co Ltd (Армстронг, Витворт и Ко) имел осевую формулу 1-C+C-1 (2-6-6-2). В нём имелся роторный конденсатор пара, в котором пар конденсировался, проходя через ряд вращающихся труб. Трубы смачивались и охлаждались испаряющейся водой. Потеря воды на испарение была гораздо меньше, чем при отсутствии конденсатора. Воздушный поток в конденсаторе проходил по извилистому пути, снижая эффективность конденсатора. Локомотив был непомерно тяжелый и имел низкий КПД. В 1923 г. он был возвращен на завод и разрезан на металлолом.

#### CССР и Россия
Хотя пока не удалось найти убедительных доказательств того, что в 30-х годах XX века подобные разработки проводились и в СССР (архивы Луганского паровозостроительного завода были частично или почти полностью уничтожены при его эвакуации в 1941 г.), однако спустя несколько десятилетий, спроектированный в начале 1980-х, хотя по понятным причинам не пошедший в серийную постройку атомовоз представлял собою по сути также паротурбовоз с электропередачей, для генерации пара, в котором вместо парового котла должен был применяться реактор на быстрых нейтронах БОР-60.